# Bare Infinity
Bare Infinity är ett kvinnofrontat symphonic metal-band från Aten, bildat 2003. Debutskivan Always Forever släpptes 2009.